# 耶穌瑪利亞 (科爾多瓦省)
30°59′S 64°6′W / 30.983°S 64.100°W

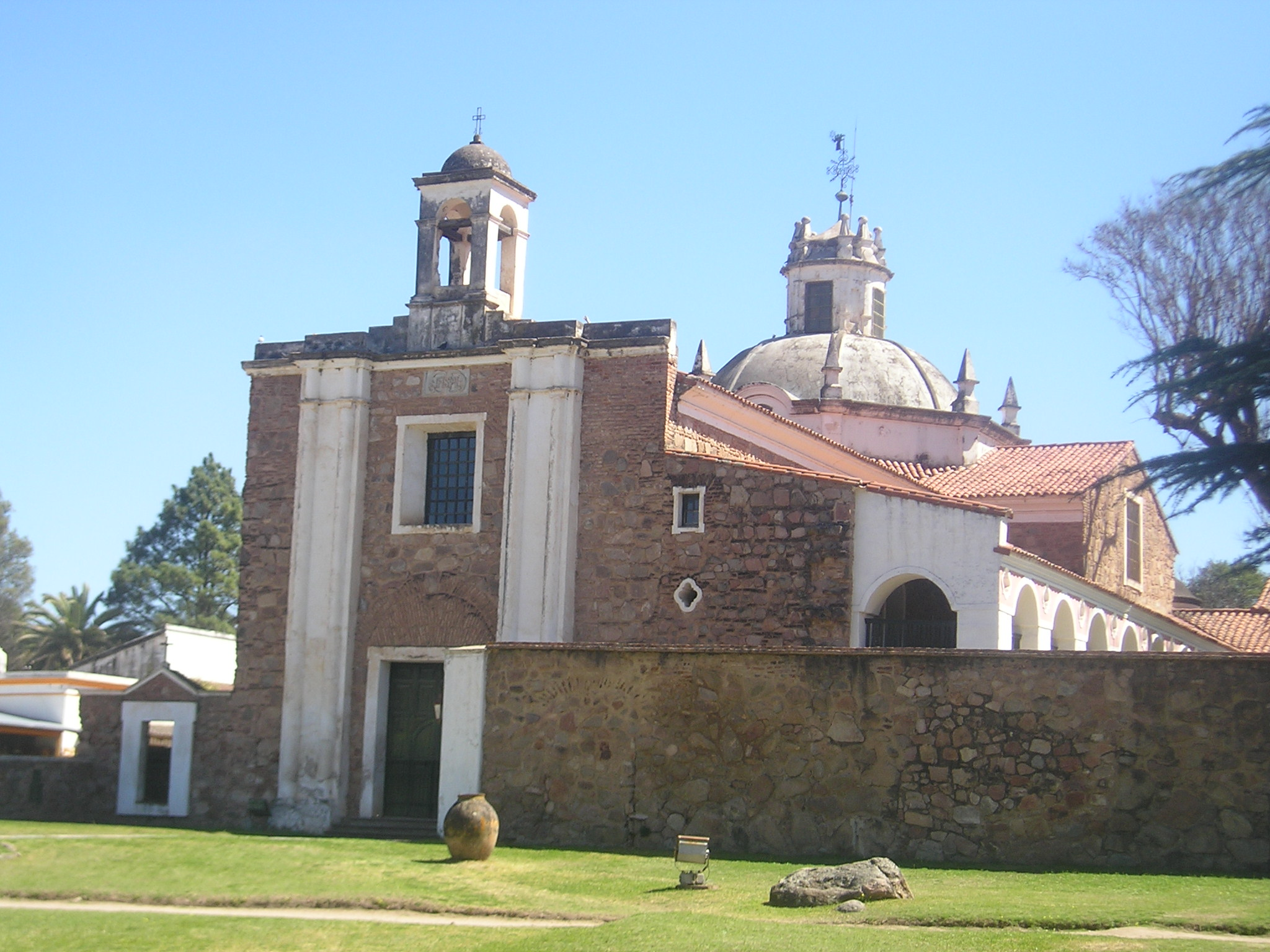
耶穌瑪利亞

耶穌瑪利亞（西班牙語：Jesús María），是阿根廷的城市，位於該國中部科爾多瓦省，是科隆縣的首府，距離科爾多瓦49公里，始建於1661年，面23.32平方公里，海拔高度530米，2001年人口26,825。